# Pycnopalpini
Pycnopalpini – plemię owadów prostoskrzydłych z rodziny pasikonikowatych i podrodziny długoskrzydlakowych. Rodzajem typowym jest Pycnopalpa.

## Zasięg występowania
Przedstawiciele tego plemienia występują w płd. części Ameryki Północnej oraz w Ameryce Południowej. 

## Systematyka
Do Pycnopalpini zaliczanych jest 66  gatunków zgrupowanych w 8 rodzajach i 2 podplemionach:
Podplemię: Pycnopalpina Cadena-Castañeda, 2014
- Hetaira
- Montezumina
- Pycnopalpa
- Topana

Podplemię Theiina Cadena-Castañeda, 2014
- Dolichocercus
- Oxyprorella
- Theia
- Theiella